# Dialetto biellese
Il biellese (bielèis) è un dialetto della lingua piemontese, parlato a Biella e provincia. Appartiene al gruppo orientale del piemontese, di cui fanno parte anche vercellese, novarese occidentale, monferrino, alessandrino, astigiano, langarolo e monregalese.
Nell'ultimo secolo il biellese si è caratterizzato per una progressiva "torinesizzazione", resa visibile dalla  sostituzione di alcuni vocabili locali con altri in uso nel capoluogo regionale. Pur essendo la provincia in contatto con influenze lombarde, il dialetto si mantiene integralmente piemontese.
Si osserva ancora un certo utilizzo del dialetto dalla popolazione dei paesi della provincia.
Distìnguesi pure dagli uni e dagli altri pel frequente uso del suono sc italiano, che sostituisce alla ci, dicendo: porscèi, sciò, panscia, per porci, ciò, pancia. Nel resto partècipa più o meno dei caràtteri, così del piemontese, come del canavese e del monferrino.

I dialetti di Andorno e Settimo Vittone, posti al settentrione di Biella sui monti, e che possono risguardarsi come varietà di quello che pàrlasi in Biella stessa, ne differìscono solo per una pronunzia più rozza.»
(Bernardino Biondelli, Saggio sui dialetti gallo-italici, 1853, pag- 487)

## Parabola del Fioeu Trason

### Dialetto di Biella
Un òm a l'éja dui fieui.

E l'ultim dij dui a l'ha dìcije a sò père: "Père, dème la mia part ëd sciò ch'a 'm ven!" e cel a-j ha dàcije a tucc dui soa part.

Dë lì a uèro dì, 'sto fieu pù sgiuvo a l'ha butà tut ënsèma e a l'ha facc sò fagòt, e a 's n'è andàsne 'nt un paìs dë lonsc e là, en ribòte ëd tucc i color, a l'ha sgarà tut ël facc sò.

Quand ch'a l'ha jeu mangià tut, a-j è vngùje 'nt col paìs là 'na gran carestìa, e cel l'ha cmënsà stëntè dla fam.

E a 's n'è andàsne e a s'è ajustàsse con 'n ësgnor ëd col paìs, ch'a 'l l'ha mandàlo ënt 'na soa cassin-a a guarnè ij porscèi.

E a l'éja cel la veuja d'ëmpinìsse la panscia dij ëgiand ch'a mangiavo ij porchit, ma gnun a-j në déja.

Quand peu ch'a l'ha dvèrt ij eucc, a l'ha dicc: "Quancc servitor ënt cà ëd mè père a l'han dël pan a sfogh e mi qui i 'm meuro ëd nètia!

I vè aussème e i vè andème dë mè père e i vè dìje: Père, mi i ho pcà 'ncontra ël Sgnor e 'ncontra ëd voi:

Mi i son pì gnin degn d'esse ciamà vòss fieu; tratème com l'ultim dij vòss servitor".

E a s'è pròpi ausàsse e a l'è 'ndàsne dë sò père; e 'ntant ch'a l'era 'ncó lontan, sò père a 'l l'ha vgùlo e a n'ha ajùne compassion, e a-j è corsije 'ncontra, a-j ha butàje ij brass al còl e a 'l l'ha basàlo.

E 'l fieul a-j ha dìcije: "Mè car père, mi i ho pcà contr'ël Sgnor e contra ëd voi; mi i 'm merit pì gnin d'esse ciamà ël vòss mat".

E 'l père a-j ha dìcije ai sò servitor: "Sù, sù, vièt, tirè fòra la vèst la pù bèla, e butèjla 'dòss! Butèje 'dcò l'anèl ënt ël dì e ij ëschèrpe 'nt i pè!

Mnè 'dcò qui ël bocin pù grass e massèlo, ch'i veu ch'i mangio e ch'i stago alegher;

përché 's mè mat a l'era mòrt e a l'è tornà ërsussitè; a s'era prdùsse a s'è tornà trovè". E 'ntrtant a l'han cmënsà stè alegher.

Ël fieul prim peu a l'era 'n campagna; e 'nt ël ritorn, avsinandse a cà, a l'ha sentù ij son e ij bal ch'a 's féjo.

E a l'ha facc ëvnì un dij servitor e a-j ha ciamàje "sciò ch'a l'era scio-lì?"

E cel là a-j ha respondùje: "A-j è tornàje vòss frèl e vòss père a l'ha massà 'n bèl vèl grass, përché ch'a torna avéilo a cà".

E cel alora 'n l'è sautà 'n bèstia e 'l a vrìa p'gnì 'ntrè 'nt cà. Ël père donca a l'è sortì dë 'd fòra e a s'è butàsse a pièlo a lë bòn-e.

Ma cel là a-j ha rspòstije e a-j ha dìcije a sò père: "A son jà tancc agn ch'mi i 'v serviss, e i ho sempr facc tut sciò ch'voi i m'èi cmandàme; e voi i m'èi mai daccme 'n cravòt ch'i 'm lo godéiss con i amis.

Ma dòp ch'a-j è vgnùje 'st vòss mat, ch'a l'ha sgarà tut ël facc sò con d'je strusasce, i èi massà për cel ël bocin pì grass ch'i éisse".

Ma ël père a-j ha dìcije: "Mè car fieu, ti ët è sempr con mi, e tut sciò ch'i ho mi a l'è anca tò;

Ma l'era pù 'ch giust ëd fè 'na ribòta e 'd fè fèsta, përché 'sto tò frèl a l'era mòrt e 'dèss l'è risussità; a s'era prdùsse e i l'oma tornàlo trovè".